# Cvija
Stefan Cvijović (en serbe cyrillique : Стефан Цвијовић), plus connu sous son nom de scène Cvija (Цвија) est un rappeur et chanteur serbe né le 3 août 1989 à Belgrade.

## Discographie

### Singles
- 2010 : On i Lova (feat. Rasta)
- 2011 : Noć za Nas (feat. Dara Bubamara)
- 2012 : Volim što Radiš (feat. T-Blazer & Andrej Ilić)
- 2013 : Pozovi Me / Obadi mi se (feat. Andrea)
- 2014 : Brzina
- 2014 : Ne Plači
- 2015 : Ubila si Me
- 2016 : Crni Sin (feat. Coby & Relja Popović)
- 2016 : Bahami
- 2016 : Horoskop (feat. Lapsus Band)
- 2017 : Abu Dhabi (feat. MC Yankoo)
- 2017 : Mene to ne Zanima
- 2017 : Novčanice
- 2018 : Tajne
- 2018 : Insta